# ساحر (خارق للطبيعة)

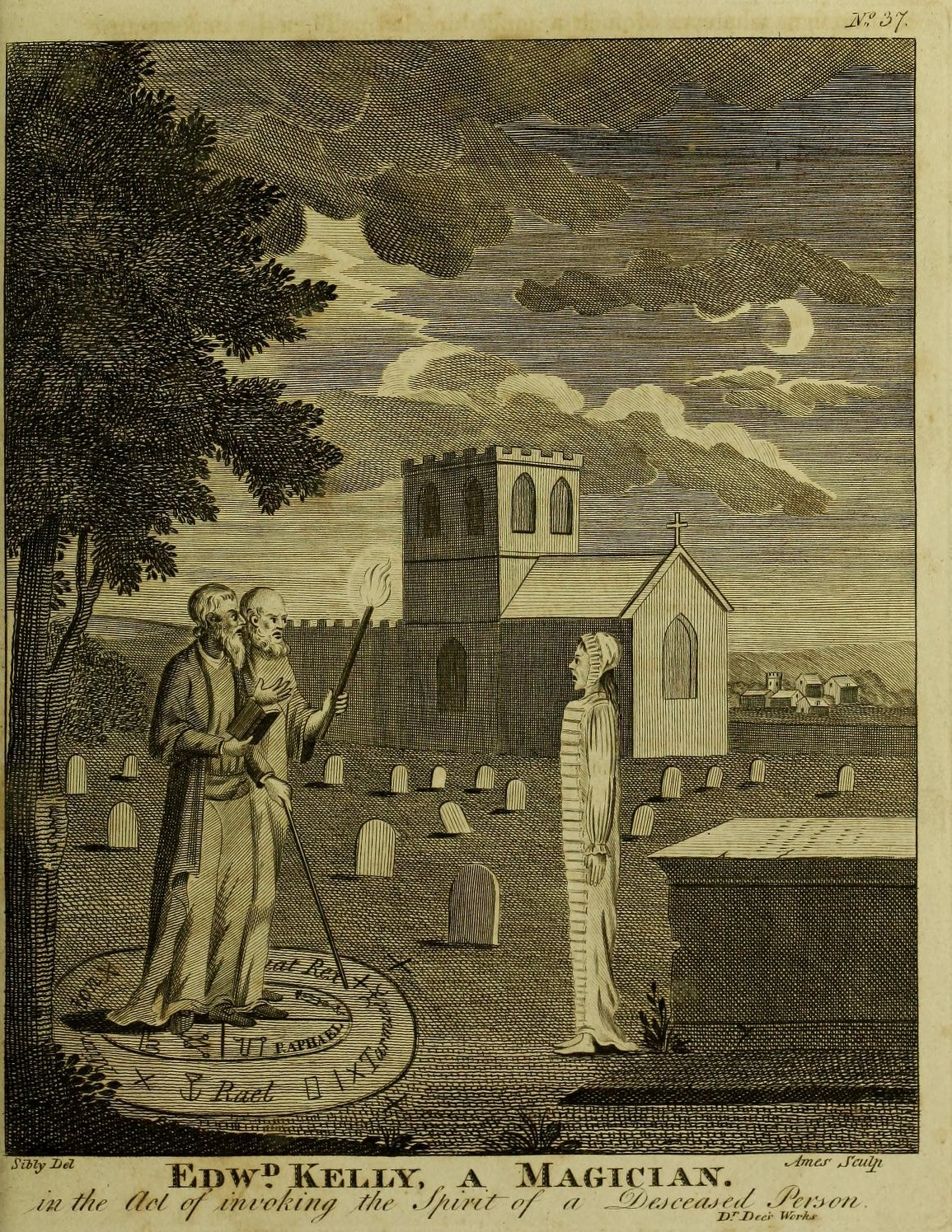
جون دي و إدوارد كيلي اليزابيثيون الذي ادعى السحري والمعرفة لاستحضار روح.

ساحر هو الشخص الذي يمارس السحر باستخدام وسائل وطرق خارقة للعادة.